# Profession Reporter
Profession Reporter ist eine deutsche Alternative-Rock-Band.
Musikalische Einflüsse gehen von Sixties-Punk bis zum New Wave der 80er Jahre. Die fünfköpfige Band aus Koblenz veröffentlichte bisher ein Album und zwei Singles auf dem Indie-Label "Unter Schafen".
Profession Reporter spielten u. a. Supportshows mit Bands wie Blackmail, Madsen, Muff Potter und Union Youth.

## Diskografie
- 2006: The Lipstick Durability Test (Album)
- 2003: The Girls from the Magazines (Split-CD/LP mit Skinny Norris)
- 2002: Getaway (7")